# Capsicum villosum
Capsicum villosum är en potatisväxtart som beskrevs av Sendt. Capsicum villosum ingår i släktet spanskpepparsläktet, och familjen potatisväxter. Inga underarter finns listade i Catalogue of Life.